# اوچ
اوچ (به انگلیسی: Uch) یک منطقهٔ مسکونی در پاکستان است که در پنجاب (پاکستان) واقع شده‌است.